# Žolt Der
Žolt Der (Servisch: Жолт Дер) (Subotica, 25 maart 1983) is een Hongaars wielrenner die in 2018 zijn loopbaan afsloot bij Beijing XDS-Innova Cycling Team.
Tot 2013 reed Der met een Servische licentie.

## Overwinningen
2005
Servisch-Montenegrijns kampioen tijdrijden, Elite
2006
4e etappe Ronde van Servië
Servisch-Montenegrijns kampioen tijdrijden, Elite
Balkanees kampioen tijdrijden, Elite
2007
Belgrado-Banja Luka II
5e en 7e etappe Ronde van Turkije
5e etappe Ronde van Servië
Servisch-Montenegrijns kampioen op de weg, Elite
GP Betonexpressz 2000
2008
3e etappe Ronde van Chalcidice
5e etappe Ronde van Servië
2009
Servisch kampioen tijdrijden, Elite
Eindklassement GP Cycliste de Gemenc
2010
Mayor Cup
Servisch kampioen op de weg, Elite
2e etappe Ronde van Bolivia
6e en 7e etappe Ronde van Chiapas
2011
Velika Nagrada Novog Sad
3e etappe Ronde van Griekenland
Servisch kampioen tijdrijden, Elite
Servisch kampioen op de weg, Elite
Ronde van Vojvodina II
2012
Velika Nagrada Novog Sad
2013
1e etappe GP Cycliste de Gemenc

## Resultaten in voornaamste wedstrijden
| Jaar |  | WK op de weg |
| ---- |  | ------------ |
| 2007 |  | opgave       |
| 2008 |  | opgave       |
| 2009 |  | opgave       |
| 2010 |  | 99e          |

## Ploegen
- 2006 –  Team Endeka
- 2007 –  P-Nivó-Betonexpressz 2000-KFT.se
- 2008 –  Centri della Calzatura-Partizan
- 2009 –  Centri della Calzatura
- 2010 –  Partizan Srbija
- 2013 –  Utensilnord Ora24.eu
- 2014 –  Utensilnord
- 2015 –  Utensilnord (tot 30-6)
- 2015 –  Start-Massi Cycling Team (vanaf 1-7)
- 2016 –  Team Vorarlberg
- 2017 –  Team Vorarlberg
- 2018 –  Beijing XDS-Innova Cycling Team

Bhiorac · Biondo · Blagojević · Bragazzi · Cavaliere · Coletta · Cuesta · Der · Di Felice · Fus · Jugović · Miglioratic · Miorin · Silvestri · Stefanović · Velicković
Akparov · Chen · Der · Gu · Li D. · Li S. · Nie · Wang L. · Wang Y. · Zotov